# Aleurotrachelus rubi
Aleurotrachelus rubi es una especie de insecto hemíptero de la familia Aleyrodidae y la subfamilia Aleyrodinae. Se distribuyen por Asia oriental.
Fue descrita científicamente por primera vez por Takahashi en 1933.